# LDE – Peter Rothwell bis Nordlicht
Die Peter Rothwell bis Nordlicht waren Personenzug-Schlepptenderlokomotiven der Leipzig-Dresdner Eisenbahn (LDE).

## Geschichte
Die sechs Lokomotiven wurden in den Jahren 1838 bis 1840 von Rothwell, England an die LDE geliefert. Sie erhielten die Namen PETER ROTHWELL, SALAMANDER, MAGDEBURG, SIMSON, ALTENBURG und NORDLICHT.
Die Lokomotiven wurden zwischen 1856 und 1864 ausgemustert.